# Курции
Курциите (Curtii) са патриции gens в Древен Рим с когномен Филон (Philo). Мъжете носят името Курций (Curtius).
Известни с това име:
- Гай Курций Филон, консул 445 пр.н.е. Възможно е да e Гай Куриаций (Caius Curiatius) от gens Куриации (Curiatii). [1].
- Марк Курций, герой 360 пр.н.е.
- Марк Курций Педуцен, народен трибун 57 пр.н.е.
- Квинт Курций Руф, историк 1 век.
- Лакус Курций, езерото на Курций, развалини на Римски форум
- LacusCurtius, дигитална библиотека